# Catocala posthuma
Catocala posthuma är en fjärilsart som beskrevs av Jacob Hübner 1818. Catocala posthuma ingår i släktet Catocala och familjen nattflyn. Inga underarter finns listade i Catalogue of Life.